# Español peruano
El español peruano (es-PE) es el idioma español o castellano utilizado en la República del Perú como una de sus lenguas oficiales.

## Historia
El idioma español llegó a Perú con la Conquista en 1532 en sus dialectos extremeño, andaluz y canario de la época, recibiendo poco después fuerte influencia del dialecto castellano.
En un inicio fue hablado solo por los españoles y los mestizos de las ciudades, el mundo rural andino continuó hablando el quechua, aimara y las demás lenguas indígenas por cuatro siglos, siendo mayoritarias hasta la primera mitad del siglo XX.

## Clasificaciones
El español peruano, reflejo de la variada geografía y confluencia cultural del Perú, ha sido objeto de numerosos análisis lingüísticos a lo largo del tiempo. Este territorio, caracterizado por la presencia de regiones costeras, andinas y amazónicas, ha desarrollado variantes dialectales distintivas, influenciadas tanto por lenguas indígenas como por el proceso evolutivo del español desde la colonización. Diversos lingüistas y académicos, desde el siglo XX hasta la fecha, han propuesto clasificaciones que buscan agrupar y describir estas variantes. Las propuestas van desde la clasificación temprana de Benvenutto Murrieta en 1936, que distingue cuatro áreas dialectales, hasta aproximaciones más recientes, como la presentada por Marticorena en 2010. A continuación, se exploran estas clasificaciones con el objetivo de ofrecer una visión panorámica sobre la diversidad del español en el territorio peruano:

### Benvenutto Murrieta (1936)
Cuatro áreas dialectales:
- Región del litoral norte
- Región del litoral centro y sur
- Región serrana, que comprende también el extremo sur del litoral
- Región de la montaña (es decir, amazónica).

### Escobar (1978)
Echando mano de un rasgo fonológico de gran relevancia en la dialectología hispánica, la distinción o indistinción de las consonantes palatales sonoras /ʝ/ y /ʎ/, el autor propone una primera división del español peruano materno en dos tipos: 
- Tipo 1 o castellano andino: presentaría contraste funcional entre las consonantes en cuestión.
  - variedad andina propiamente dicha,
  - variedad altiplánica y
  - variedad andina del litoral y andes occidentales sureños

- Tipo 2 o castellano no andino o ribereño: se caracterizaría por la indistinción en favor de /ʝ/ o yeísmo.
  - castellano del litoral norteño y central y
  - castellano amazónico

### Caravedo (1992a, 1992b)
Tres variedades mayores al interior del español peruano: 
- Español costeño
- Español andino
- Español amazónico

### Marticorena (2010)
Marticorena divide el español peruano en 
- Castellano Tipo 1 o andino
  - castellano andino propiamente dicho y amazónico,
  - el castellano altiplánico y
  - el castellano del litoral y andes occidentales sureños
- Castellano Tipo 2 o no andino

## Características fonéticas
Según el criterio de Escobar el perfil fonético de las variedades del español peruano se resume en el siguiente cuadro.
| Hablantes no maternos | Hablantes maternos         | Hablantes maternos         | Hablantes maternos                                                | Hablantes maternos                   | Hablantes maternos                       | Hablantes maternos                       | Hablantes maternos                       |
| Hablantes no maternos | Castellano andino o Tipo I | Castellano andino o Tipo I | Castellano andino o Tipo I                                        | Castellano andino o Tipo I           | Castellano ribereño o no andino o tipo 2 | Castellano ribereño o no andino o tipo 2 | Castellano ribereño o no andino o tipo 2 |
| Hablantes no maternos | Fonema                     | Variedades dialectales     | Variedades dialectales                                            | Variedades dialectales               | Fonema                                   | Variedades dialectales                   | Variedades dialectales                   |
| --- | -------------------------- | -------------------------- | ----------------------------------------------------------------- | ------------------------------------ | ---------------------------------------- | ---------------------------------------- | ---------------------------------------- |
| Interlecto: español oral usado como segundo idioma por quienes tienen por materna una de las dos lenguas amerindias mayores del país (quechua y aimara). La competencia idiomática de los hablantes varía, desde un grado fruto de interferencias, hasta otro, más elaborado, de fusión. El interlecto debe entenderse como la más amplia y extendida variedad social de nuestro castellano. | Fonema                     | Andino propiamente dicho   | Altiplanico                                                       | Litoral y Andes occidentales sureños | Fonema                                   | Litoral norteño y central                | Amazónico                                |
| Interlecto: español oral usado como segundo idioma por quienes tienen por materna una de las dos lenguas amerindias mayores del país (quechua y aimara). La competencia idiomática de los hablantes varía, desde un grado fruto de interferencias, hasta otro, más elaborado, de fusión. El interlecto debe entenderse como la más amplia y extendida variedad social de nuestro castellano. | II /λ/                     | elle                       | elle                                                              | elle                                 | II y /y/                                 | eye cero                                 | eŷe eže                                  |
| Interlecto: español oral usado como segundo idioma por quienes tienen por materna una de las dos lenguas amerindias mayores del país (quechua y aimara). La competencia idiomática de los hablantes varía, desde un grado fruto de interferencias, hasta otro, más elaborado, de fusión. El interlecto debe entenderse como la más amplia y extendida variedad social de nuestro castellano. | y /y/                      | ye                         | ye                                                                | ye                                   | S /s/                                    | predorsal aspiración relajamiento o cero | predorsal aspiración relajamiento o cero |
| Interlecto: español oral usado como segundo idioma por quienes tienen por materna una de las dos lenguas amerindias mayores del país (quechua y aimara). La competencia idiomática de los hablantes varía, desde un grado fruto de interferencias, hasta otro, más elaborado, de fusión. El interlecto debe entenderse como la más amplia y extendida variedad social de nuestro castellano. | S /s/                      | ese apical silbante        | ese apical silbante                                               | ese apical silbante                  | S /s/                                    | predorsal aspiración relajamiento o cero | predorsal aspiración relajamiento o cero |
| Interlecto: español oral usado como segundo idioma por quienes tienen por materna una de las dos lenguas amerindias mayores del país (quechua y aimara). La competencia idiomática de los hablantes varía, desde un grado fruto de interferencias, hasta otro, más elaborado, de fusión. El interlecto debe entenderse como la más amplia y extendida variedad social de nuestro castellano. | r /r /                     | asibilada                  | asibilada                                                         | no asibilada                         | r /r / rr /r̄/                            | no asibilación                           | no asibilación                           |
| Interlecto: español oral usado como segundo idioma por quienes tienen por materna una de las dos lenguas amerindias mayores del país (quechua y aimara). La competencia idiomática de los hablantes varía, desde un grado fruto de interferencias, hasta otro, más elaborado, de fusión. El interlecto debe entenderse como la más amplia y extendida variedad social de nuestro castellano. | rr /r̄/                     | asibilada                  | asibilada                                                         | no asibilada                         | Vocalismo                                | adelantamiento hacia el eje anterior     | adelantamiento hacia el eje anterior     |
| Interlecto: español oral usado como segundo idioma por quienes tienen por materna una de las dos lenguas amerindias mayores del país (quechua y aimara). La competencia idiomática de los hablantes varía, desde un grado fruto de interferencias, hasta otro, más elaborado, de fusión. El interlecto debe entenderse como la más amplia y extendida variedad social de nuestro castellano. | Vocalismo                  | altas: altas bajas         | átonas: ensordecimiento parcial; nasalización en formas del verbo | altas: altas bajas                   | Vocalismo                                | adelantamiento hacia el eje anterior     | adelantamiento hacia el eje anterior     |
| Interlecto: español oral usado como segundo idioma por quienes tienen por materna una de las dos lenguas amerindias mayores del país (quechua y aimara). La competencia idiomática de los hablantes varía, desde un grado fruto de interferencias, hasta otro, más elaborado, de fusión. El interlecto debe entenderse como la más amplia y extendida variedad social de nuestro castellano. |                            | altas: altas bajas         | átonas: ensordecimiento parcial; nasalización en formas del verbo | altas: altas bajas                   | j /x/                                    | [x] adelantada y suave                   | fi /x/ [h] /X/                           |
| Interlecto: español oral usado como segundo idioma por quienes tienen por materna una de las dos lenguas amerindias mayores del país (quechua y aimara). La competencia idiomática de los hablantes varía, desde un grado fruto de interferencias, hasta otro, más elaborado, de fusión. El interlecto debe entenderse como la más amplia y extendida variedad social de nuestro castellano. | j /x/ g (ante e, i)        | fuerte, estridente         | fuerte, estridente                                                | no fuerte, no estridente             | g (ante e, i)                            | [x] adelantada y suave                   | fi /f/ [h]                               |
| Interlecto: español oral usado como segundo idioma por quienes tienen por materna una de las dos lenguas amerindias mayores del país (quechua y aimara). La competencia idiomática de los hablantes varía, desde un grado fruto de interferencias, hasta otro, más elaborado, de fusión. El interlecto debe entenderse como la más amplia y extendida variedad social de nuestro castellano. | ch (tš)                    | predomina fricción         | predomina fricción                                                | predomina fricción                   | ch [tš]                                  | predomina oclusión                       | desafricación                            |